# Charles Bémont

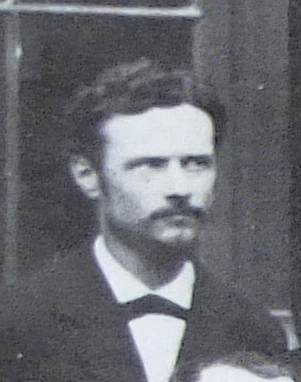
Charles Bémont en 1880

Charles Bémont (geboren am 16. November 1848 in Paris; gestorben am 20. September 1939 in Croissy-sur-Seine) war ein französischer Historiker mit dem Schwerpunkt Mittelalter.

## Leben
Bémonts Vorfahren stammten ursprünglich aus den Ardennen. Er war das sechste von acht Kindern eines Eisenbahnhandwerkers und Händlers in Paris. Die Eltern hatten Croissy in Landhaus erworben und sein Vater wurde zum stellvertretenden Bürgermeister dieser Gemeinde ernannt. Dort verbrachte er einen großen Teil seiner Kindheit und Jugend und kam auch später regelmäßig zurück, um die Sommermonate dort zu verbringen. Sein jüngster Bruder war der Chemiker Gustave Bémont (1857–1932), der mit Pierre Curie und Marie Curie zusammenarbeitete. Er besuchte das Lycée Charlemagne. Im Alter von vierundzwanzig Jahren trat er in die École des Chartes ein, wo Julien Havet (1853–1893) und Élie Berger (1850–1925) zu seinen Mitschülern gehörten. Er schrieb sich auch an der École pratique des hautes études ein, wo er von 1873 bis 1876 unter anderem die Vorlesungen von Gaston Paris, Louis Havet (1849–1925) und Gabriel Monod besuchte. Am 18. Januar 1876 schloss er das Studium mit einer Dissertation ab und war ab 1878 auf Anraten Monods als Professor für Geschichte an der École Alsacienne tätig, wo er bis 1890 blieb. Im Jahr 1884 erlangte er mit seiner 1876 begonnenen Arbeit über Simon de Montfort, 6. Earl of Leicester und einer Studie über die Verurteilung von Johann Ohneland im Jahr 1202 das Diplom eines Archivar-Paläographen. 1887 wurde er Dozent, 1896 stellvertretender Direktor und 1917 Studiendirektor an der École pratique des hautes études.
Er widmete sich insbesondere den Beziehungen zwischen England und Frankreich im Mittelalter. Ab 1876 bis 1939 war er Sekretär und später auch als Nachfolger von Gustave Fagniez gemeinsam mit Gabriel Monod Co-Direktor der Revue historique. Er verfasste mehrere Artikel für die 11. Auflage der Encyclopædia Britannica. Nach dem Tod des Philologen Gaston Paris wurde er 1903 Mitglied der „Société amicale Gaston Paris“, die es sich zur Aufgabe gemacht hatte, sein Andenken zu wahren und zur Pflege der Bibliothek beizutragen, die der Abteilung für historische und philologische Wissenschaften der École pratique des Hautes-Études aus dem Nachlass des Marchese Giuseppe Arconati Visconti zur Verfügung gestellt wurde. Bémont verfasste zahlreiche Artikel für die Revue historique und auch einige Beiträge zu den Transactions of the Royal Historical Society in Band 2 und 3. Im Jahr 1913 erschien eine Hommage zu seinem 25. Jahrestag der Einschreibung an der École pratique des hautes études, mit Schriften seiner Freunde uns Schüler.

## Familie
Während seiner Zeit an der École Alsacienne lernte er die junge Elsässerin, Fräulein Frick, kennen. Sie verstanden sich auf Anhieb und nach kurzer Zeit entschieden sie sich für eine gemeinsame Zukunft. Am 29. Dezember 1885 vermählten sie sich. Die beiden verband eine enge seelische Vertrautheit und es heißt Bémont habe sich der protestantisch Religion seiner Frau angeschlossen. Er selbst entstammte katholischen Familie. Das Paar blieb kinderlos.

## Mitgliedschaften und Ehrungen
- 1874: Mitglied der Société de l’histoire de Paris et de l’Île-de-France
- 1885: Prix Thérouanne der Académie française
- mindestens seit dem 1. Juli 1896: Mitglied der Société des anciens textes français[6]
- 1909: Ehrendoktor der Universitäten Oxford
- Ehrendoktor der Universität Manchester
- 1914: Korrespondierendes Mitglied der British Academy in London[7]
- 1919: Mitglied der Académie des inscriptions et belles-lettres[3]
- Korrespondierendes Mitglied der Royal Historical Society in London
- Mitglied der Rumänischen Akademie in Bukarest
- Korrespondierendes Mitglied der Medieval Academy of America in Cambridge, Massachusetts[8]
- Mitglied des Comité des travaux historiques et scientifiques
- 1932: Kommandeur der Ehrenlegion[9]
- Die Gemeinde Croissy-sur-Seine benannte 1936 die Rue Charles Bémont nach ihm.

## Schriften (Auswahl)
- Simon de Montfort, comte de Leicester, sa vie (120?–1265), son rôle politique en France et en Angleterre. A. Picard, Paris 1884 (archive.org).
- La date de la composition du Modus lenendi parliamentum in Anglia. In: Mélanges Julien Havet – recueil de travaux d’érudition dédiés à la mémoire de Julien Havet (1853–1893). Ernest Leroux, Paris 1895, S. 465–480 (Textarchiv – Internet Archive).
- Chartes des Libertés Anglaises (1100–1305); publiées avec une introduction et des notes. A. Picard, Paris 1892 (archive.org).
- Gemeinsam mit Gabriel Monod: Medieval Europe From 395 To 1270. 1902 (archive.org).
- Recueil d'actes relatifs à l’administration des rois d’Angleterre en Guyenne au 13e siècle. Imprimerie nationale, Paris 1914 (archive.org).
- La Guyenne pendant la domination anglaise, 1152–1453. The Macmillan company, London 1920 (archive.org).